# Groot placaat en charter-boek van Vriesland
Het Groot placaat en charter-boek van Vriesland is de belangrijkste bronnenpublicatie voor de geschiedenis van de provincie Friesland tot 1604. De zes delen verschenen tussen 1768 en 1795 te Leeuwarden onder redactie van Georg Frederik thoe Schwartzenberg en Hohenlansberg. Voorafgaand aan publicatie verscheen in 1765 en register. Jacob van Leeuwen maakte in 1857 een beknopt register; Gerben Colmjon publiceerde in 1883 in opdracht van de Staten van Friesland een aanvulling. Foeke Buitenrust Hettema publiceerde in 1885 een uitputtend overzicht van Friese plaatsnamen dat min of meer als systematisch register kan dienen.
Het charterboek bevat ook veel materiaal dat van belang is voor de geschiedenis van de buurprovincies.
Alle opgenomen stukken tot 1600 zijn online in te zien als onderdeel van het project Cartago. De zes delen zijn ook toegankelijk via Google Books.